# Каль, Алексей Фёдорович
Алексей Фёдорович Каль (1878—1948) — музыковед
.

## Биография
Родился 29 января (10 февраля) 1878 года в Санкт-Петербурге.
В 1901 году окончил историко-филологический факультет Санкт-Петербургского университета. Затем занимался историей музыки в Лейпциге у Римана; под руководством Кречмара подготовил диссертацию «Die Philosophie der Musik nach Aristoteles», получив в Петербургском университете в 1903 году степень магистра истории и теории искусства. С 1904 года был приват-доцентом Санкт-Петербургского университета (история музыки). Исследовал творчество Р. Шумана, о котором напечатал несколько статей. Сотрудничал в «Русской музыкальной газете» и в «Театре и искусстве».
В 1903—1908 годах был преподавателем древних языков в 6-й Санкт-Петербургской гимназии.
Умер в 1948 году за границей.